# Burg Daugendorf
Die Burg Daugendorf ist eine abgegangene Spornburg auf 530 m ü. NN etwa 150 Meter südöstlich der Kirche im Ortsteil Daugendorf der Stadt Riedlingen im Landkreis Biberach in Baden-Württemberg. Im Ort befand sich noch ein weiterer Adelssitz, er lag etwa 150 Meter westlich der Ortskirche. Von der ehemaligen Burganlage sind nur Reste eines Wassergrabens erhalten.